# Pericle Martinescu
Pericle Martinescu (n. 11 februarie 1911, Viișoara, România – d. 21 decembrie 2005, București, România) a fost un scriitor, eseist, traducător și jurnalist român.

## Biografie
S-a născut într-o familie de țărani din comuna Viișoara, județul Constanța. A învățat la școala elementară în satul natal, apoi a urmat cursurile Liceului „Mircea cel Bătrân” din Constanța, finalizându-le în 1931 la Liceul „Andrei Șaguna” din Brașov. A absolvit Facultatea de Litere și Filosofie a Universității din București (licența în filozofie). 
A fost impiegat de birou la Primăria municipiului București, custode la Biblioteca Municipală București (1935–1942), gazetar, secretar de presă la Direcția de presă a Ministerului Propagandei Naționale, apoi la aceeași direcție a Ministerului Informațiilor (1944–1952). Ulterior, secretar de redacție al revistei Călăuza bibliotecarilor.
A murit la 21 decembrie 2005 în București.

## Activitatea literară
A debutat încă de pe băncile liceului, primele încercări apărându-i în Gazeta Transilvaniei. Ca student a colaborat la Vremea, România literară, Universul literar, Revista Fundațiilor Regale, Viața literară, Meșterul Manole și Dacia Rediviva. 
Debutul literar are loc în 1932 în „Floarea de foc”, „Floarea soarelui” și „Ulise”. A scris eseuri la cele mai prestigioase reviste ale vremii: Revista dobrogeană, România literară, Familia, Lumea, Viața literară, Tribuna, Pontice, Steaua, Secolul 20. 
A fost autorul cronicii muzicale din Vremea și a rubricii „Vitrina cu himere” de la România literară (1939–1940), iar cu pseudonimul „Mello” și „Maldoror” în perioada 1942–1943. Din 1942–1944 s-a aflat în conducerea volumelor Dacia rediviva și Meșterul Manole. A publicat, la Câmpulung-Muscel, o revistă cu titlul 1944, apoi, după august 1944, Câmpia libertății. 
Cunoscând bine literatura universală, a tradus (în colaborare de cele mai multe ori) din: Tamás Aczél, Honoré de Balzac, Erskine Caldwell, Dyson Carter, Nikolai Ciukovski, Theodore Dreiser, Alexandre Dumas, Yasunari Kawabata, Nikos Kazantzakis, Stanisław Lem, Artur Lundkvist, Emmanuel Roblès, Jean-Jacques Rousseau și Oscar Wilde.

## Scrieri
- Adolescenții dela Brașov, Editura Adevĕrul, București, 1936, reeditare în 1991 sub titlul Adolescenții de la Brașov;
- Magda, Editura „Grai și suflet dobrogean”, Constanța, f.a.;
- Sunt frate cu un fir de iarbă, poeme în proză, Tipografia Cărților Bisericești, București, 1941;
- Un mare fiu al poporului rus: Maxim Gorki, Comitetul pentru Așezămintele culturale din R.P.R., București, 1953;
- Costache Negri, monografie, Editura Tineretului, București, 1966;
- Retroproiecții literare, eseuri, Editura Cartea Românească, București, 1973;
- Umbre pe pânza vremii, amintiri, Editura Cartea Românească, București, 1985;
- Excursie în Ciclade, memorii de călătorie, Editura Europolis, Constanța, 1996;
- 7 ani cât 70: pagini de jurnal (1948–1954), Editura Vitruviu, București, 1997, ISBN: 973-98287-3-6
- Visul cavalerului, Editura Ex Ponto, Constanța, 1998, ISBN: 973-9385-20-6
- Figuri în filigran, Editura Albatros, București, 1999, ISBN: 973-24-0630-5
- Odiseea editării „Poeziilor” lui Eminescu în prima sută de ani, 1884–1984, Editura Ex Ponto, Constanța, 2000, ISBN: 973-8036-27-5
- Jurnal intermitent 1945–1947, 1964–1984, Editura Ex Ponto, Constanța, 2001, ISBN: 973-8227-21-6
- Existențe și creații literare, Editura Ex Ponto, Constanța, 2001, ISBN: 973-8227-52-6
- Balada morții lui Edgar Poe, Editura Ex Ponto, Constanța, 2003, ISBN: 973-644-220-9
- Confesiune patetică. Pagini de jurnal intim (1936–1939). Vulcanul iubirii, Editura Ex Ponto, Constanța, 2004, ISBN: 973-644-392-2
- Uraganul istoriei. Pagini de jurnal intim. Anul 1940, Editura Ex Ponto, Constanța, 2005, ISBN: 973-644-488-0
- Uraganul istoriei. Bombe și boemă. Pagini de jurnal intim. 1941–1945, Editura Ex Ponto, Constanța, 2007, ISBN: 979-9733-644-652-8

### Traduceri
- Oscar Wilde, Portretul lui Dorian Gray, Editura Moderna, București, 1942 – împreună cu Viorica Hanagic;
- Erskine Caldwell, Pogonul lui Dumnezeu, Editura Europolis, București, 1946;
- Erskine Caldwell, Răzmeriță în Sud, Editura de Stat, București, 1948;
- Tamás Aczél, Sub steagul libertății, Editura de Stat pentru Literatură și Artă, București, 1952 – împreună cu A. Florea;
- Dyson Carter, Viitorul e cu noi, Editura de Stat pentru Literatură și Artă, București, 1954 – împreună cu Tamara Gane;
- Theodore Dreiser, O tragedie americană, Editura de Stat pentru Literatură și Artă, București, 1954 (alte ed.: 1961, 1965, 1971) – împreună cu Leon Levițchi;
- Balzac, Opere, vol. I, Editura de Stat pentru Literatură și Artă, București, 1956 – împreună cu Petre Solomon;
- Balzac, Opere, vol. V, Editura de Stat pentru Literatură și Artă, București, 1959 – împreună cu Theodosia Ioachimescu și Emma Beniuc;
- Iuri Gherman, Cauza pe care o slujești, Editura Tineretului, București, 1961 – împreună cu Igor Block;
- Seiji Shimota, Insula Okinawa, Editura pentru Literatură Universală, București, 1961 – împreună cu Ion Timuș;
- Nikos Kazantzakis, Libertate sau moarte (Căpitan Mihalis), Editura Tineretului, București, 1962;
- Gustaw Morcinek, Păsări rătăcite, Editura Tineretului, București, 1962 – împreună cu Erik Valentin Frimu;
- Artur Lundkvist, Continentul vulcanic, Editura Tineretului, București, 1963 – împreună cu Constantin Gîdei;
- Nikolai Ciukovski, Bering, Editura Tineretului, București, 1964 – împreună cu Gleb Bocunescu;
- Stanisław Lem, Astronauții, Editura Tineretului, București, 1964 – împreună cu Yadwiga Georgian;
- Emmanuel Roblès, Vezuviul, Editura pentru Literatură Universală, București, 1964;
- Iuri Gherman, Omul meu drag, Editura pentru Literatura Universală, București, 1965 – împreună cu Igor Block;
- Mihail Gherman, Honoré Daumier, Editura Tineretului, București, 1965 – împreună cu Alexandru Retinschi;
- Alexandre Dumas, Vicontele de Bragelonne sau Zece ani mai tîrziu, Editura Tineretului, București, 1966;
- Ivan Melez, Oameni și mlaștini, București, 1966 – împreună cu Igor Block;
- Antonina Valentin, Pablo Picasso, Editura Meridiane, București, 1967;
- Nikos Kazantzakis, Hristos răstignit a doua oară, Editura pentru Literatură, București, 1968 – împreună cu Ioan Halianis;
- Jean-Jacques Rousseau, Confesiuni, I-III, Editura pentru Literatură, București, 1969;
- Yasunari Kawabata, Stol de păsări albe. Vuietul muntelui, Editura Minerva, București, 1973.